# Betriebspsychologie
Die Betriebspsychologie untersucht in gewisser Akzentuierung gegenüber der Arbeitspsychologie die Beziehungen der arbeitenden Menschen untereinander. Sie untersucht dies im ökonomischen Kontext und durch entsprechende organisationspsychologische Ansätze. Die Betriebspsychologie stellt daher eine Teildisziplin der Wirtschaftspsychologie dar. Die Betriebspsychologie ist zum Teil heftigen Angriffen ausgesetzt als „unternehmerorientiertes Anwendungsfach“ oder „praktizistische Anwendungslehre“.

## Definition
Betriebspsychologie ist terminologisch Teil der Arbeits-, Betriebs- und Organisationspsychologie (ABO). Der Begriff ABO-Psychologie ist ein fachlicher Kompromiss, da die Betriebspsychologie ohnehin einen Teilbereich der über den ökonomischen Bereich hinausgehenden Organisationspsychologie darstellt. Zur Etablierung und Festigung der Profession wurden vor allem die in Deutschland dominierenden Bezeichnungen zusammengefasst. Obgleich die Trennung zwischen Arbeitspsychologie, Betriebs- und Organisationspsychologie bei manchen Problemstellungen (bspw. Gruppenarbeitskonzepten) fragwürdig erscheint, lassen unterschiedliche Schwerpunkte und Traditionen eine gewisse Kontrastierung zu. Es handelt sich um unterschiedliche Zugangsmöglichkeiten zu einem Fachgebiet, dessen Kerngebiet die Beschreibung, Analyse, Erklärung, Prognose und Gestaltung menschlicher Arbeit in betrieblichen Zusammenhängen ist. So findet sich häufig auch die kürzere Bezeichnung Arbeits- und Organisationspsychologie wieder, was den eigentlichen Kerninhalt schon angemessener abbildet.
Im Prinzip befasst sich die Betriebspsychologie in praxisnaher Weise mit bestimmten psychologischen Problemen, die sich in Betrieben stellen. Der Mensch ist an seinem Arbeitsplatz kein isoliertes Wesen, das nur mit Maschinen umgeht, sondern er schafft sich soziale Kontakte und Gruppenbeziehungen. Insofern ist die Betriebspsychologie in relevantem Umfang eine Sozialpsychologie des Betriebes mit einer gewissen Affinität zu betriebswirtschaftlich orientierten Menschenbildern.
Geht man rein vom pragmatischen Anwendungsaspekt aus, so ist Betriebspsychologie als Angewandte Psychologie zu charakterisieren.

## Praktische Arbeit
Im Zusammenhang mit Angsterkrankungen werden z. B. Depressionen, Suchtprobleme oder die Einschränkung von beruflichen und sozialen Entwicklungsmöglichkeiten beobachtet. So berichten Coaches von Führungskräften und spezialisierte Therapeuten nach Aussage des Heidelberger Institutes für Persönlichkeitsentwicklung und Gesundheitsbildung sowie der Heidelberger Akademie für Gesundheitsbildung, dass Angstprobleme bei Managern merklich häufiger vorkommen als in der Allgemeinbevölkerung. Thematisch geht es oftmals um die ungeliebten Jahresgespräche mit Mitarbeitern, um Bilanzkonferenzen in Führungsgremien, Auseinandersetzungen mit anderen Abteilungen oder vorgesetzten Instanzen, Projektbesprechungen, die Mitteilung unangenehmer Nachrichten an Untergebene oder um Pressetermine.
Die in Deutschland am meisten verbreiteten Therapieformen sind die Gabe von Psychopharmaka, die klassische Verhaltenstherapie und die Psychoanalyse beziehungsweise die tiefenpsychologische Psychotherapie. Die klassische Verhaltenstherapie bearbeitet in diesem Zusammenhang Angstreaktionen im Wesentlichen durch massive Konfrontation mit Angstreizen (»flooding«), an die sich dann das innere System mehr und mehr gewöhnen soll. Angstpatienten werden durch diese Methode meist wieder in die Lage versetzt, die mit Angst besetzten Handlungen durchzuführen. Der Betroffene verliert das innere Unbehagen, jedoch die innere Anspannung und andere Stressreaktionen des Körpers nie zur Gänze und oft auch nicht auf Dauer. Darüber hinaus werden Verfahren eingesetzt, die zusätzlich Elemente aus der Atemtherapie integrieren. Zusätzlich werden auch Aspekte aus der Hypnotherapie eingesetzt und zum Beispiel visuelle, akustische und kinästhetische Wahrnehmungen in der Entspannungsanleitung beschrieben, um dem Übenden das Entspannungserlebnis so besser zugänglich zu machen.
Erforderlichenfalls kann man, um die Angstreaktion zuverlässig zu durchbrechen, auch auf körperpsychotherapeutische Ansätze, beispielsweise nach Boyesen oder auf die so genannte passive Muskelentspannung, zurückgreifen. In möglichst entspanntem, mindestens jedoch in Bezug auf das Problem indifferentem innerem Zustand soll sich der Klient als Beobachter von außen selbst in der angstmachenden Szene wahrnehmen und wie ein Filmregisseur mit der erlebten Szene experimentieren. Ergänzt wird diese Arbeit durch weitere kognitive Maßnahmen, wie beispielsweise der Erstellung eines Wohlfühl-Barometers, welches die inneren Gefühle der Angstfreiheit und Handlungskompetenz über subjektive Zuordnung zu Zahlenwerten quantifiziert und in einer Tageskurve abbildet. Die weitere Verarbeitung der hier gewonnenen Kurve ordnet Erfolge den inneren Wandlungsprozessen und den durch eigenes Zutun erreichten äußeren Veränderungen zu und soll so zu deren Verstärkung führen. Im Rahmen dieser »Wandlung zur Ganzheit« wird der Klient wieder angstfrei und lernt, sich seinen Platz zu suchen, an dem er die eigene Vision und seine Mission im Beruf leben kann.